# Ljungs Berg
Ljungs Berg är en bebyggelse i Ljungs socken nordväst om Ljungskile i Uddevalla kommun i Västra Götalands län. Bebyggelsen avgränsades mellan 2005 och 2020 till en småort benämnd Berg. Vid avgränsningen 2020 klassades den tillsammans med Ljungs-Berg som tätort med namnet Ljungs Berg (preliminärt namn hade varit Hjälmås), som 2023 omklassades till en småort.  

## Befolkningsutveckling
| Befolkningsutvecklingen i Berg/Ljungs Berg 2005–2020 | Befolkningsutvecklingen i Berg/Ljungs Berg 2005–2020 | Befolkningsutvecklingen i Berg/Ljungs Berg 2005–2020 | Befolkningsutvecklingen i Berg/Ljungs Berg 2005–2020 | Befolkningsutvecklingen i Berg/Ljungs Berg 2005–2020 |
| ---------------------------------------------------- | ---------------------------------------------------- | ---------------------------------------------------- | ---------------------------------------------------- | ---------------------------------------------------- |
|                                                      |                                                      |                                                      |                                                      |                                                      |
| År                                                   |                                                      |                                                      | Folkmängd                                            | Areal (ha)                                           |
| 2005                                                 | 2005                                                 |                                                      | 121                                                  | 18#                                                  |
| 2010                                                 | 2010                                                 |                                                      | 136                                                  | 22#                                                  |
| 2015                                                 | 2015                                                 |                                                      | 135                                                  | 27#                                                  |
| 2020                                                 | 2020                                                 |                                                      | 207                                                  | 33                                                   |
| Anm.: # Som småort.                                  |                                                      |                                                      |                                                      |                                                      |